# Оружие (альбом)
Оружие — седьмой студийный альбом группы «Калинов Мост». Выпущен в 1998 году, спустя четыре года после выхода предыдущего альбома: Пояс Ульчи (1994).
Состав группы, принимавший участие в записи, был близок к тому, что выступал на ТВ-Концерте «Травень» (1995 г.): Дмитрий Ревякин, Василий Смоленцев, Виктор Чаплыгин и Олег Татаренко (отсутствовал только Александр Владыкин).
«Оружие», по словам музыкантов, сплав всего лучшего, что делала группа за многие годы.
На обложке CD, глаз — одновременно и заходящее солнце. Солнце — это сама жизнь, его закат указывает на близкое завершение жизненного процесса. Глаз — это надежда на новую, вечную жизнь. Грозовое небо, создающее тревожное настроение своим сине-фиолетовым цветом — сомнение и неуверенность (а, возможно, и страх): не беспочвенна ли эта надежда? Поле спелых злаков — тоже символ завершенности (урожай созрел). Колос олицетворяет собой все живое. (Как известно, богиня плодородия Деметра изображалась с колосом в руке).
На песню «Родная» группой был снят клип (второй в её истории, предыдущий снят в 1989 году). Сюжет его можно назвать волшебным и мистическим, потому как повествует он о перемещениях мирового духа и одушевлении предметов. Место для съёмок было найдено соответствующее — так называемое «место силы».

## Текстовое наполнение альбома
В отличие от предыдущих студийных альбом «Калинова Моста», тексты «Оружия» не изобиловали неологизмами и старославянизмами.
«Со словесным „смыслом“ Ревякин обращается по-хозяйски, с точностью до совсем наоборот: его „оружие“, давшее название циклу из дюжины песен, — не то, что мы все обычно думаем. Славянские „орать“ (пахать) и „жить“ порождают жизнеутверждающее, мирное такое „оружие“. Однако воинственность песен не стоит приуменьшать.

## Звучание
Альбом по звучанию отличался от «Пояса Ульчи» тем, что впервые были использованы только гитары и барабаны, в отличие от предыдущих релизов, в которых находилось место клавишным и духовым инструментам. В связи с этим, мнение рецензентов и слушателей о пластинке разнились. Открывавшая пластинку «Сны сбываются» имела жёсткое звучание, на заднем плане едва слышалась акустическая гитара, на авансцену вышла усиленная дисторшном электрогитара и быстрые барабаны. Едва ли не единственной песней в альбоме, имеющей «легковесное» звучание стала «Родная», клип на которую транслировался на канале MTV, а чуть убыстрённый ремикс использовался на дискотеках. Музыка в предыдущих альбомах изобиловала модуляциями (особенно это касается «Пояса Ульчи»), в «Оружии» резких переходов из тональности в тональности не наблюдалось.
Гитарист Василий Смоленцев в аранжировках реже стал использовать мелодичное соло, на замену пришли квинт-аккорды.

## Критика
Критики восприняли альбом неоднозначно. Большая часть рецензентов отмечала «Музыкальное перерождение» группы:
«Оружие» — альбом, отличающийся крепким ритмом и твердостью гитарного звучания. Безусловно, дело в электронно-гитарном таланте Василия Смоленцева, но акустическая гитара в руках Дмитрия Ревякина звучит не расслабляюще, как подобает акустике, а в общем «оружейном» ритме. Такой же собранностью отличаются тексты с объемными, отчетливыми образами, наполненными жизненным смыслом, хотя и не лишенным мистики"
«Оружие» стоит понимать как инструмент деятельности воина духа, рассекающего глубины подсознания и астрального пространства".
«Сингл „Родная“, а также осенний питерский концерт „Калинова Моста“ уже доказали, что с группой все в порядке. „Оружие“ это подтвердило. Очень цельный, сильный альбом. Ничего лишнего. Уникальная, особая „мостовская“ субкультура. Принято считать, что наиболее сильные диски „Калинова Моста“ — Пояс Ульчи, Травень (альбомы первых лет я упоминать не стану), но „Оружие“ ничем не хуже, более того, отрадно, что группа преодолела все тяготы пауз и недомолвок. Гитара Василия Смоленцева звучит острее и выразительнее, чем прежде. То же самое можно сказать о вокале Дмитрия Ревякина, особенно это ощутимо в „Поминать Бессмертных“, „Юные“, „Родная“. Не так часто бывает, чтоб известный музыкант нашёл в себе силы через почти пятнадцать лет после начала творческой карьеры сохранить, более того, преумножить собственный потенциал. Легенда жива! Судя по альбому, она стала более проникновенной и завораживающе-психоделической. Искренне верю, что и в предстоящие смутные годы „Калинов Мост“ выстоит и ещё не однажды всех порадует классной музыкой. „Оружие“ не заржавеет!»

## Переиздания
В юбилейное переиздание к 20-летию группы от Real Records 2006 года в дополнение к основному альбому включены 4 неиздававшихся трека, а также дополнительный диск под названием «Оружие. Made in Siberia». На диске присутствуют записи, сделанные в студии им. С. Бугаева города Новосибирск в ноябре 1997 и феврале 1998 года.
В 2020 году на виниловых пластинках и CD вышел вариант альбома, содержащий первоначальную версию сведения, которая никогда ранее не публиковалась.

## Список композиций
Все песни написаны Дмитрием Ревякиным (кроме отдельно отмеченных).
| №                   | Название                                                         | Длительность |
| ------------------- | ---------------------------------------------------------------- | ------------ |
| 1.                  | «Сны Сбываются»                                                  | 6:17         |
| 2.                  | «Иного Не Надо»                                                  | 3:17         |
| 3.                  | «Рудники Свободы»                                                | 5:11         |
| 4.                  | «Родная» (музыка - Ревякин, Смоленцев)                           | 5:10         |
| 5.                  | «Не Вернуться»                                                   | 3:49         |
| 6.                  | «Накричали Птицы»                                                | 3:28         |
| 7.                  | «Горевать Ночью»                                                 | 3:54         |
| 8.                  | «Юные (Ради Славы Дня)»                                          | 5:11         |
| 9.                  | «Пропадать Молвой»                                               | 4:25         |
| 10.                 | «Поминать Бессмертных»                                           | 5:26         |
| 11.                 | «Кольца Алые» (музыка — Ревякин, Чаплыгин, Смоленцев, Татаренко) | 3:21         |
| 12.                 | «Птицей Белой»                                                   | 7:38         |
| Общая длительность: | Общая длительность:                                              | 57:07        |

| №                   | Название                                                         | Длительность |
| ------------------- | ---------------------------------------------------------------- | ------------ |
| 13.                 | «Горевать ночью»                                                 | 3:55         |
| 14.                 | «Кольца алые» (музыка — Ревякин, Чаплыгин, Смоленцев, Татаренко) | 3:49         |
| 15.                 | «Птицей белой»                                                   | 7:40         |
| 16.                 | «Родная» (музыка — Ревякин, Смоленцев)                           | 5:09         |
| Общая длительность: | Общая длительность:                                              | 20:33        |

| №                   | Название                                                         | Длительность |
| ------------------- | ---------------------------------------------------------------- | ------------ |
| 1.                  | «Сны сбываются»                                                  | 4:10         |
| 2.                  | «Иного не надо»                                                  | 3:26         |
| 3.                  | «Рудники свободы»                                                | 5:06         |
| 4.                  | «Родная» (музыка — Ревякин, Смоленцев)                           | 6:08         |
| 5.                  | «Не вернуться»                                                   | 3:25         |
| 6.                  | «Накричали птицы»                                                | 3:31         |
| 7.                  | «Горевать ночью»                                                 | 3:11         |
| 8.                  | «Юные (Ради славы дня)»                                          | 4:55         |
| 9.                  | «Пропадать молвой»                                               | 4:53         |
| 10.                 | «Поминать бессмертных»                                           | 4:58         |
| 11.                 | «Кольца алые» (музыка — Ревякин, Чаплыгин, Смоленцев, Татаренко) | 3:52         |
| 12.                 | «Птицей белой»                                                   | 5:45         |
| 13.                 | «Родная»                                                         | 4:42         |
| 14.                 | «Иного не надо»                                                  | 3:17         |
| 15.                 | «Рудники свободы»                                                | 5:15         |
| 16.                 | «Накричали птицы»                                                | 3:26         |
| 17.                 | «Пропадать молвой»                                               | 4:52         |
| Общая длительность: | Общая длительность:                                              | 1:14:52      |

## Участники записи
- Дмитрий Ревякин — вокал, акустическая гитара
- Василий Смоленцев — гитара
- Виктор Чаплыгин — барабаны, перкуссия, хомус, подпевки
- Олег Татаренко — бас-гитара
- Андрей Щенников — бас-гитара («Оружие. Made in Siberia» (1, 3-6))